# Himno de Melilla
El Himno Nacional de Melilla es el himno de la Ciudad autónoma de Melilla, Fue compuesta por Aurelia Eulalia López Martín y su letra por Ana Riaño López.

## Letra
Entonemos un himno delante
de la ilustre Melilla con voz
que, arrancando del pecho, levante
de los labios un grito de amor.
Un pedazo de España, Melilla,
que de tres religiones surgió:
musulmana, cristiana y judía,
y al calor de sus rezos creció.
Melilla faro fiel,
muralla azul, puerta de gloria,
luz y coraza de doncel,
caudal de un sur para la Historia.
Mirad sus hijos, su esplendor,

racimos tiernos de laurel
que ciñe a un solo corazón.
Un pueblo inmenso puesto en pie.
Marinera entre piedras levanta

las raíces que España le dio,
generosa regala su savia
y la ofrenda con gozo y ardor.
Levantad tantas frentes al cielo,

que del cielo no vean el mar.
Apretad tantos brazos que el vuelo
sea un estruendo de gloria y de paz.
Y de paz.